# 維利尼斯捷普
49°20′27″N 34°43′35″E / 49.34083°N 34.72639°E
維利尼斯捷普（烏克蘭語：Вільний Степ），是烏克蘭中部的村莊，隸屬波爾塔瓦州的波爾塔瓦區。該村距離克魯塔巴爾卡1.5公里，始建於1939年，面積1.25平方公里，海拔高度111米，2001年人口187。